# Ardeola
Ardeola – rodzaj ptaków z podrodziny czapli (Ardeinae) w obrębie rodziny czaplowatych (Ardeidae).

## Zasięg występowania
Rodzaj obejmuje gatunki występujące w Eurazji i Afryce.

## Morfologia
Długość ciała 38–52 cm, rozpiętość skrzydeł 75–92 cm; masa ciała 230–370 g.

## Systematyka

### Etymologia
- Ardeola: łac. ardeola lub ardiola „czapelka”, od ardea „czapla”; przyrostek zdrabniający -ola (por. gr. αρδεολη ardeolē „czapla”)[8].
- Buphus: gr. βουφος bouphos „nieznany ptak który odzywał się głośno w nocy” (por. βουφορβος bouphorbos „pastuch”)[8]. Gatunek typowy: Ardea malaccensis J.F. Gmelin, 1789 (= Ardea grayii Sykes, 1832).
- Cancrophagus: łac. cancer, cancri „krab”; gr. -φαγος -phagos „jedzenie”, od φαγειν phagein „jeść”[8]. Gatunek typowy: Ardea ralloides Scopoli, 1769.
- Erythocnus (Erythrocnus): gr. ερυθρος eruthros „czerwony”; οκνος oknos „czapla”[8]. Gatunek typowy: Ardea rufiventris Sundevall, 1850.

### Podział systematyczny
Do rodzaju należą następujące gatunki:
- Ardeola ralloides (Scopoli, 1769) – czapla modronosa
- Ardeola grayii (Sykes, 1832) – czapla siodłata
- Ardeola bacchus (Bonaparte, 1855) – czapla białoskrzydła
- Ardeola speciosa (Horsfield, 1821) – czapla okazała
- Ardeola idae (Hartlaub, 1860) – czapla malgaska
- Ardeola rufiventris (Sundevall, 1850) – czapla rudobrzucha